# 青仁二仙庙
青仁二仙庙，位于山西省长治市长子县大堡头镇青仁村，是一处山西省文物保护单位。
2021年8月4日，青仁二仙庙公布为第六批山西省文物保护单位，年代为元、清，古建筑类，编号6-161。